# Rodrigo de León Salazar
Rodrigo de León Salazar fue un acaudalado personaje extremeño que intervino en el desarrollo de Caracas. Natural de Zalamea de la Serena (Badajoz), hijo de Hernando Botello y Leonor Sánchez; siendo muy joven decide buscar nuevos horizontes progresistas y acompañado de su hermano Juan Botello, obtuvieron licencia el 22 de marzo de 1559 para embarcar hacia la isla de Santo Domingo. Juan debió quedarse en Santo Domingo y Rodrigo llegaba a Venezuela antes de 1578, puesto que en esa fecha aparece por primera vez citado en Caracas, cuando se enrola en la expedición del capitán Garci González de Silva para la pacificación de los indios Cumanogotos.
Aunque bisoño, en esta acción se destacó Rodrigo de León y tuvo valiente actuación en la batalla que se vieron obligados a dar por la belicosidad de aquellas tribus. Posteriormente en los territorios del cacique Cayaurima, los españoles salieron mal parados por la superioridad de los indígenas, pero el capitán Garci González tuvo que optar por la retirada para no exponer a los soldados a que tuvieran una muerte segura. En otra ocasión, Rodrigo intervino también en el sometimiento de los indios “quiriquires” y en la fundación de la ciudad del Espíritu Santo de Querequerepe. 
Rodrigo de León no era hombre de armas y si aceptó intervenir en estas acciones castrenses sería por no tener ocupación entonces o por algún compromiso moral que tenía con el capitán Garci González. En 1582, al terminar la obligación castrense, casaba con Isabel del Barrio, hija de Damián del Barrio, uno de los fundadores de Caracas. Por esas fechas, Rodrigo de León comienza a prosperar en la vida caraqueña interviniendo como funcionario del Cabildo a la vez que empezaba a destacar como hombre de negocios y próspero terrateniente.

## Cabildante y negociante
Años después, ocupa el cargo de alcalde de la Santa Hermandad en 1590 y 98; así como el de regidor en 1593 y 94, mientras va prosperando en los diversos negocios que ha emprendido. Poseedor de rentables encomiendas donde hoy se encuentra la ciudad de la Victoria y de otra en el lugar que hoy se asienta el complejo industrial de la ciudad de San Mateo, le darán prestigio para desenvolverse y prosperar en la sociedad caraqueña. En los protocolos de Caracas, están asentadas diversas operaciones de compra-venta realizadas por Rodrigo de León. 
Rodrigo de León y Tomás de Aguirre son nombrados alcaldes ordinarios de Caracas, y cuando muere el gobernador Alonso Suárez del Castillo, asumen el gobierno de la Provincia de Venezuela desde el 6 de julio de 1603 hasta el 27 de octubre del mismo año. En otra intervención edilicia, el 6 de diciembre de 1604, Rodrigo de León prohibía la siembra de tabaco en la Provincia de Venezuela para evitar el contrabando; y en una disposición del Cabildo caraqueño de 25 de junio de 1605, denegaba el permiso para que dos españoles llevaran semillas de tabaco a España para sembrarlas.